# یورگا
شهر یورگا (به روسی: Юрга) در کشور روسیه و در اوبلاست کمروو واقع شده است.